# 감탕나무
감탕나무는 감탕나무과에 속하는 늘푸른넓은잎나무이다.

## 이름
감탕나무는 끈끈한 물질이 있는 나무라는 뜻에서 단맛이 나는 국물을 나타내는 감탕, 또는 새를 잡거나 나무를 붙이는 데 쓰는 갓풀을 뜻하는 감탕에서 유래된 이름으로 추정된다. 다른 이름으로 떡가지나무, 끈제기나무가 있다.

## 생태
주로 산지에서 자라며 한국에서는 전남·경남·경북·제주도·울릉도 등지에 분포하고 있다. 높이는 10m 정도이다. 잎은 길이 5-8cm로 양끝이 뾰족한 타원형을 하고 있으며 혁질이고, 1cm 안팎의 잎자루를 가지고 있다. 꽃은 황록색으로, 봄이 되면 수꽃은 몇 개씩 뭉쳐서 피며, 암꽃은 잎겨드랑이에 1-2개씩이 달린다. 이때 각각의 꽃은 4개의 납작한 꽃잎을 가지고 있으며, 수꽃은 4개의 수술을, 암꽃은 1개의 암술을 가지고 있다. 열매는 핵과로 다음해 1월에 붉게 익는다. 암수딴그루로 암나무에는 가을에 붉은 열매가 가득 열린다.

## 활용
매연이나 염풍에 강하고 대기오염에도 잘 견디는 강건한 나무이다. 나무껍질을 물 속에서 썩히면 고무질 같은 끈적끈적한 물질이 남는데 이것을 한방약재로 사용한다.

## 같이 보기
- 완도 예작도 감탕나무
- 고흥군 동일면 덕흥리(덕흥리해수욕장 주변) 감탕나무-구실잣밤나무 군락

## 사진

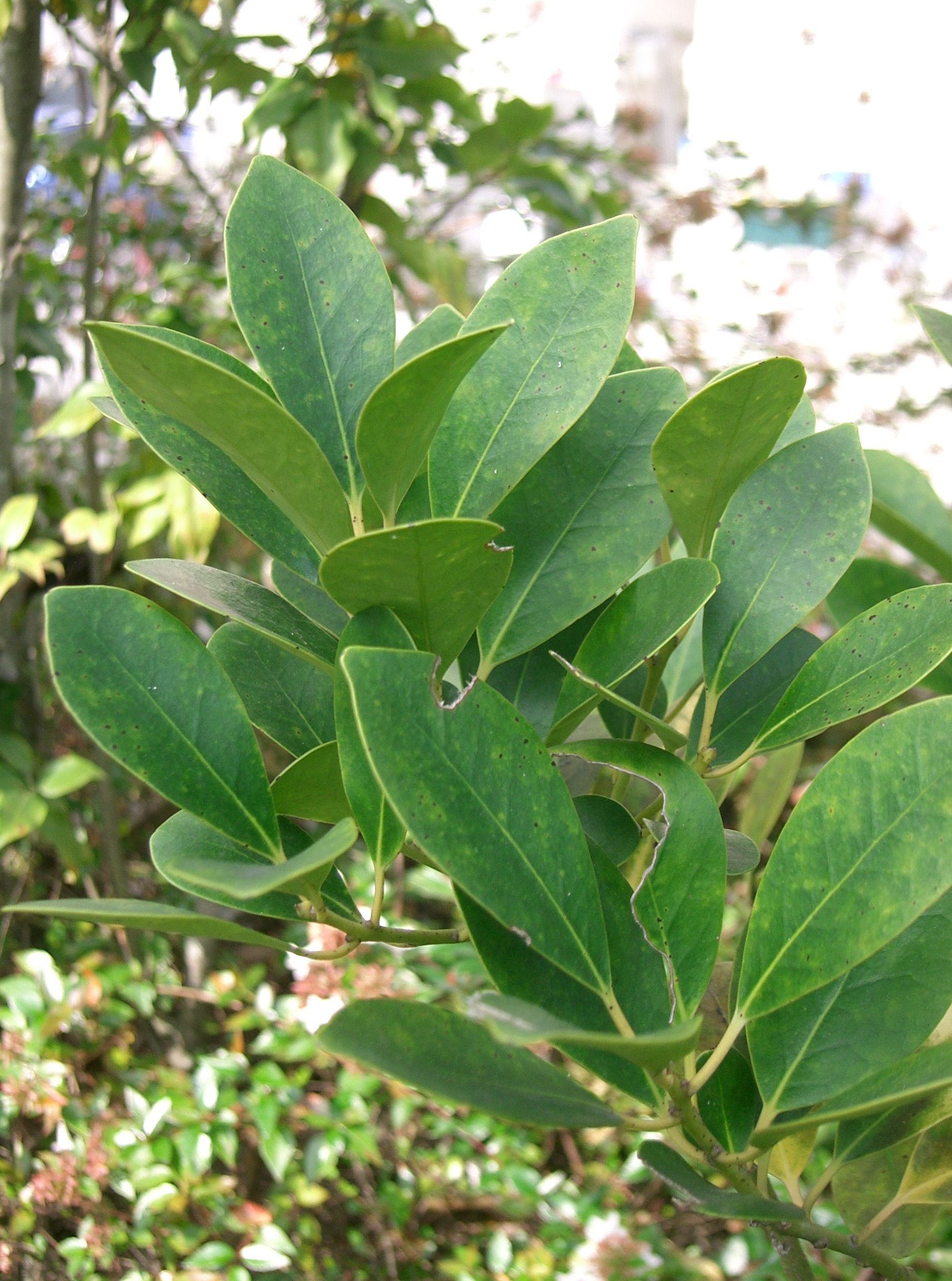
잎
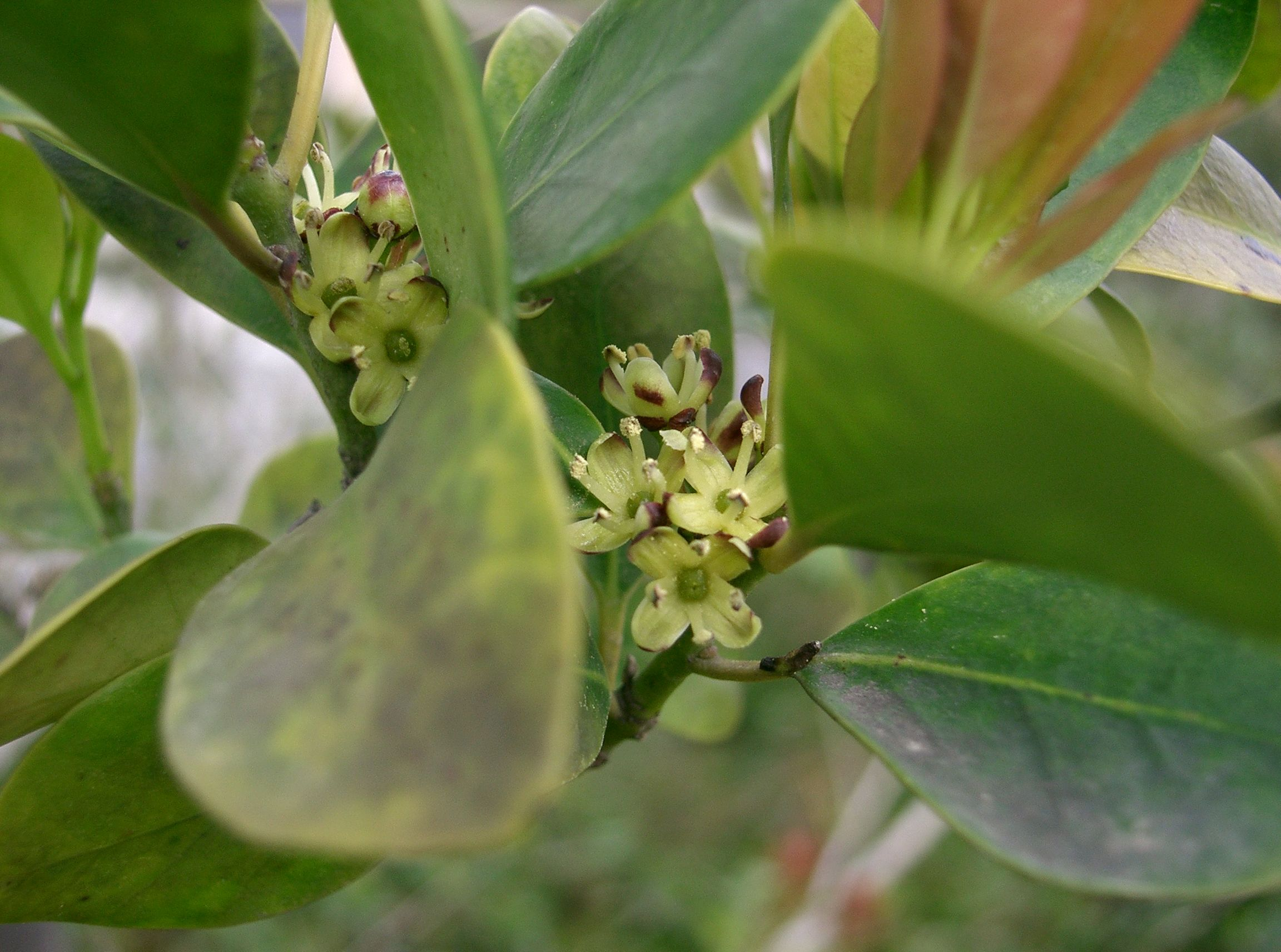
꽃
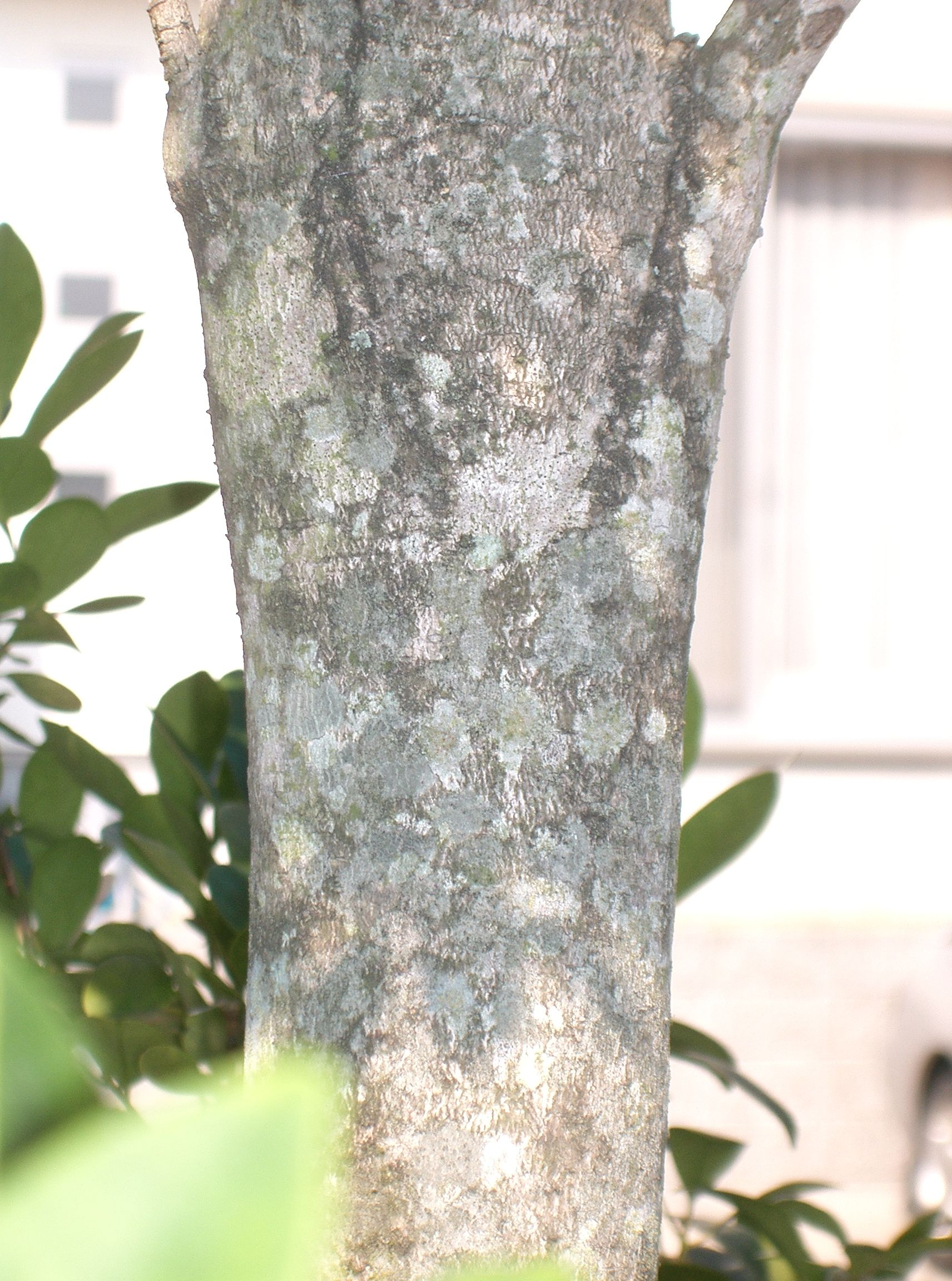
줄기

## 참고 문헌
- 이 문서에는 다음커뮤니케이션(현 카카오)에서 GFDL 또는 CC-SA 라이선스로 배포한 글로벌 세계대백과사전의 내용을 기초로 작성된 글이 포함되어 있습니다.